# Тау Кита f
Тау Кита f (τ Cet f) — неподтверждённая экзопланета у солнецеподобной звезды Тау Кита, находящейся на расстоянии ок. 12 световых лет от Солнечной системы в созвездии Кита. На момент открытия в декабре 2012 года являлась пятой по удалённости от звезды и самой внешней планетой в предполагаемой планетной системе Тау Кита.
Не исключено, что планета является жизнепригодной со значением индекса подобия Земле равным 0,71 и расположением своей орбиты в обитаемой зоне Тау Кита.

## Открытие
В декабре 2012 года группа астрономов из Британии, Чили, США и Австралии объявила об обнаружении 5 экзопланет у звезды Тау Кита. Проведя исследования периодических колебаний лучевой скорости звезды, учёные сделали вывод о присутствии планет на стабильных орбитах, близких к круговым. Для подтверждения существования этих планет необходимы независимые наблюдения другими астрономами.

## Характеристики
Использованный способ обнаружения не позволяет определить большинство свойств планеты, за исключением её орбиты и массы.
Она вращается на расстоянии 1,35 а.е. от звезды с периодом обращения 642 дней и имеет минимальную массу в 6,6 масс Земли, которая позволяет её классифицировать как суперземлю.

### Возможная обитаемость
Если предположить, что Тау Кита f относится к планетам земной группы, то вероятно, её размер по крайней мере в 2,3 раза больше, чем диаметр Земли. Если предположить на ней атмосферу земного типа, то температура на поверхности планеты будет равна примерно -40 °C (233 K) и на ней могли бы обитать психрофильные (холодолюбивые) формы жизни. При наличии более плотной атмосферы, способной вызывать более сильный парниковый эффект, температура на её поверхности может быть от 0 °C до 50 °C, что является достаточным для существования на планете сложной жизни.